# Dasyboarmia hyperdasys
Dasyboarmia hyperdasys är en fjärilsart som beskrevs av Louis Beethoven Prout 1928. Dasyboarmia hyperdasys ingår i släktet Dasyboarmia och familjen mätare. Inga underarter finns listade i Catalogue of Life.